# Національна гвардія Грузії
Національна гвардія Грузії (груз. საქართველოს ეროვნული გვარდია) — військове формування у складі Міністерства оборони Грузії. Його завданням є підготовка і перепідготовка резерву Збройних сил, управління мобілізаційними ресурсами; проведення заходів забезпечення безпеки під час бойових дій; підтримка цивільного населення під час надзвичайних ситуацій.
Гвардія була створена 20 грудня 1990 року рішенням Верховної Ради Грузії. Вона стала першим військовим формуванням незалежної Грузії та спершу складалося з добровольців. Це була найбільша воєнізована сила громадянської війни в Грузії, також брала участь у конфліктах в Південній Осетії та Абхазії на початку 1990- х років. В цей період у боях загинуло понад 600 гвардійців.